# Quebra-vento
Quebra-vento é um acessório para automóveis que consiste numa pequena janela lateral de ambas as portas dianteiras. Atualmente em desuso.